# Songdalen
Songdalen est une ancienne kommune de Norvège. Elle faisait partie du comté de Vest-Agder.